# Surface Go

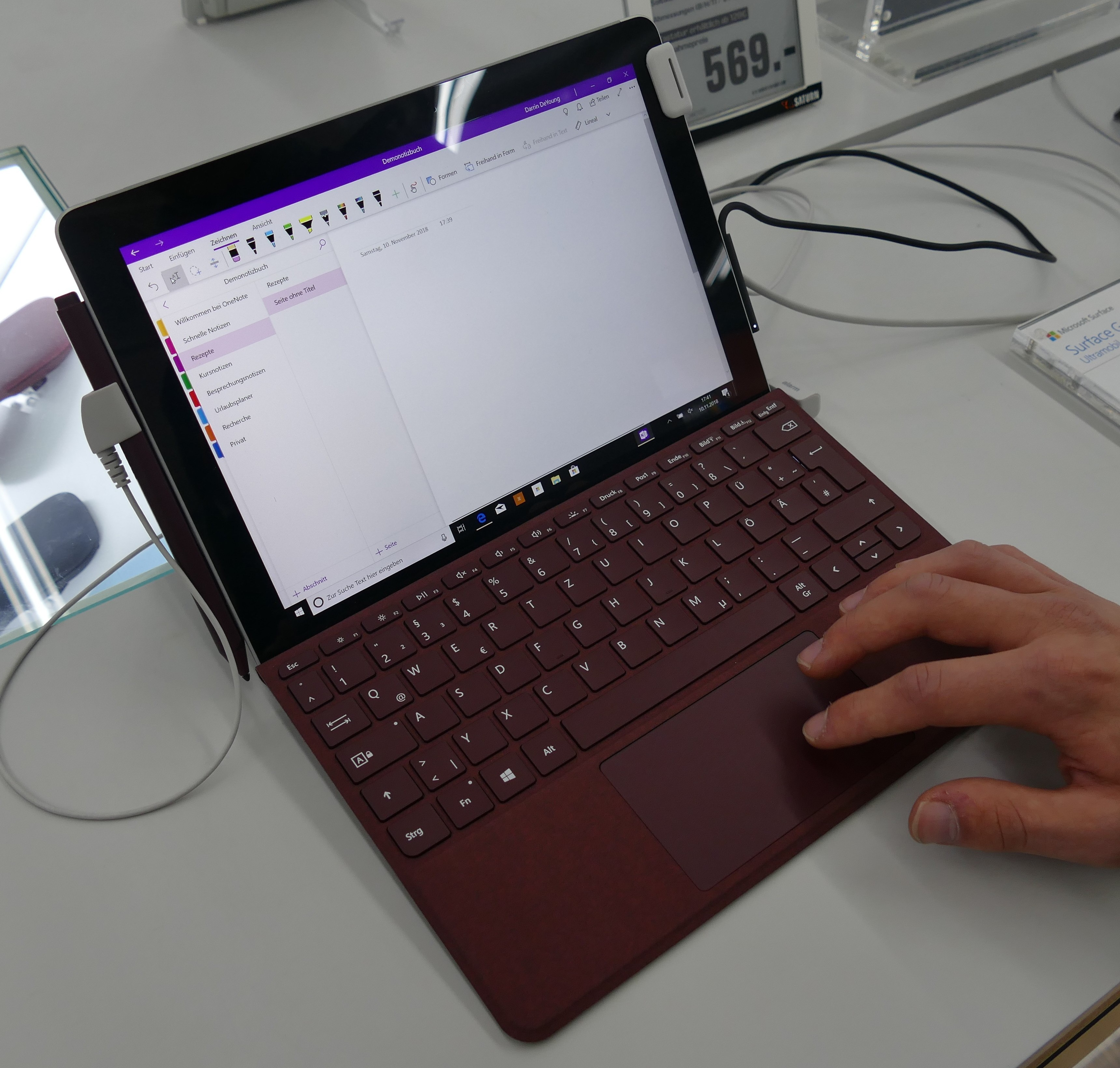
El Microsoft Surface Go con TypeCover y Surface Pen.

El Surface Go es un híbrido 2 en 1 de 10 pulgadas de la serie Microsoft Surface lanzado el 2 de agosto de 2018. Microsoft lo dio a conocer el 10 de julio de 2018. Esta fue la primera generación de la Surface Go. En mayo de 2020 fue sustituida por la Surface Go 2.
El dispositivo ejecuta Windows 10 Home en modo S y cuenta con una cámara frontal de 5 MP, una cámara de infrarrojos, una cámara trasera de 8 MP, un chip NFC y un soporte que admite un ángulo de hasta 165°. La pantalla es una pantalla PixelSense de 1800 x 1200, de tres por dos, con una densidad de 217 PPI y un ángulo de visión de 180 grados. La Surface Go tiene un precio inicial de 399 dólares y no incluye ni la Type Cover ni el Surface Pen, que cada uno debe adquirir por separado. La Type Cover es de color negro, además de tres opciones con tejido Alcántara: Borgoña, Azul Cobalto y Platino. La Type Cover también utiliza una conexión de 8 pines en lugar de la de 6 pines de las anteriores Surface, lo que rompe la compatibilidad con otros modelos.

## Especificaciones
Surface Go tiene un procesador Intel Pentium Gold 4415Y y una GPU Intel HD Graphics 615. Las opciones de almacenamiento son 64 GB, 128 GB y 256 GB.
- Surface Go puede cargar completamente su batería en 2 horas.
- Surface Go viene con una toma de auriculares, un puerto USB-C y una ranura para tarjetas microSD.
- Todas las configuraciones también están disponibles con Windows 10 Pro por un precio adicional de 50 dólares.
- La tableta de 8,3 mm de grosor pesa 0,52 kg (1,15 lb).
- La Surface Go tiene 4 GB u 8 GB de RAM.

## Hardware
El Surface Go es la cuarta adición a la pequeña línea de Surface, que cuenta con una construcción de aleación de magnesio de cuerpo entero. El Surface Go está dirigido a niños, estudiantes y escuelas.
El dispositivo cuenta con un procesador Intel Pentium Gold sin ventilador en su interior.
Por primera vez, el dispositivo contiene un puerto USB-C con suministro de energía, el primer dispositivo Surface que admite dicho puerto, y un puerto Surface Connect. La cámara frontal incluye un sensor de infrarrojos que permite iniciar sesión con Windows Hello.
El teclado desmontable, que se vende por separado, utiliza una conexión de 8 pines compatible con el modelo más reciente.

## Software
Surface Go viene preinstalado con Windows 10 Home en Modo S y una prueba gratuita de 30 días de Office 365. Con el Modo S, los usuarios solo pueden instalar software de la Windows Store. El sistema operativo Modo S se puede actualizar a Windows 10 Home de forma gratuita o a Windows 10 Pro de pago.
Windows 10 viene preinstalado con Correo, Calendario, Contactos, Xbox, Fotos, Películas y TV, Groove Música, Office y Microsoft Edge. El dispositivo también es compatible con el inicio de sesión de Windows Hello mediante reconocimiento facial biométrico.